# Robert Baker (Schauspieler, 1979)
Robert Baker (* 15. Oktober 1979 in Memphis, Tennessee) ist ein US-amerikanischer Schauspieler.

## Leben
Baker wurde vor allem durch seine Auftritte als Leo Joveson in Valentine und Tony Dalton in Out of Time – Sein Gegner ist die Zeit bekannt.

## Filmografie (Auswahl)
- 2002: JAG – Im Auftrag der Ehre (JAG, Fernsehserie, Folge 8x10)
- 2003: Old School – Wir lassen absolut nichts anbrennen (Old School)
- 2003: Out of Time – Sein Gegner ist die Zeit (Out of Time)
- 2003: CSI: Vegas (CSI: Crime Scene Investigation, Fernsehserie, Folge 4x05)
- 2003: Navy CIS (Navy NCIS, Fernsehserie, Folge 1x06)
- 2004: Veronica Mars (Fernsehserie, Folge 1x04)
- 2004: Polizeibericht Los Angeles (Dragnet, Fernsehserie, 2 Folgen)
- 2004: Six Feet Under – Gestorben wird immer (Six Feet Under, Fernsehserie, 2 Folgen)
- 2005: Cold Case – Kein Opfer ist je vergessen (Cold Case, Fernsehserie, Folge 2x12)
- 2006: Seraphim Falls
- 2007: Unverblümt – Nichts ist privat (Towelhead)
- 2008: Indiana Jones und das Königreich des Kristallschädels (Indiana Jones and the Kingdom of the Crystal Skull)
- 2008–2009: Valentine (Fernsehserie, 8 Folgen)
- 2009–2010, 2012, 2016: Grey’s Anatomy (Fernsehserie, 13 Folgen)
- 2010: Law & Order: LA (Fernsehserie, Folge 1x08)
- 2011: Captain Fork
- 2011: Runaway Girl (Hick)
- 2013: CSI: NY (Fernsehserie, Folge 9x13)
- 2013: Justified (Fernsehserie, 3 Folgen)
- 2013: G.I. Joe – Die Abrechnung (G.I. Joe: Retaliation)
- 2013: Lone Ranger (The Lone Ranger)
- 2013: Justified (Fernsehserie, 3 Folgen)
- 2013: Marvel’s Agents of S.H.I.E.L.D. (Fernsehserie, Folge 1x09)
- 2014: Bones – Die Knochenjägerin (Bones, Fernsehserie, Folge 9x13)
- 2014: Mad Men (Fernsehserie, Folge 7x04)
- 2014: True Blood (Fernsehserie, 3 Folgen)
- 2015: Grimm (Fernsehserie, Folge 5x04)
- 2016: Rizzoli & Isles (Fernsehserie, Folge 6x14)
- 2017: Riverdale (Fernsehserie, 3 Folgen)
- 2018: Santa Clarita Diet (Fernsehserie, 2 Folgen)
- 2018: The Originals (Fernsehserie, 3 Folgen)
- 2018–2021: Supergirl (Fernsehserie, 11 Folgen)
- 2021: Magnum P.I. (Fernsehserie, Folge 4x02)